# 入侵美國
《入侵美國》（英語：Invasion U.S.A.）是一部1985年美國動作片，由約瑟夫·齊托執導，詹姆斯·布魯納（James Bruner）和主演查克·羅禮士根據布魯納與阿朗·羅禮士構思的故事來共同撰寫劇本。故事主要描述一支蘇聯和古巴領導的游擊隊潛入美國本土並四處作亂，能阻止他們的只有一名隱居的前CIA探員。
主要拍攝大多在亞特蘭大都會區及佛羅里達州匹爾斯堡進行，其中還包括邁阿密的達德蘭購物中心和奇蹟英哩。該片於1985年9月27日在美國上映；《入侵美國》雖然負評居多，但隨著時間的推進而獲得了邪典電影的地位。

## 劇情
當一群古巴難民正在乘船前往美國時，他們遇上了看似為美國海岸防衛隊的武裝人員。該船的船長宣布歡迎這些難民到美國，但卻隨即下令對他們開火，並拿走幾袋藏於船上的古柯鹼。後來透露，這群防衛隊人員是拉美共產游擊隊所偽裝而成。
真正的海岸警衛隊在佛羅里達海岸被發現全被殺死並裝滿於丟棄的船上。在FBI和邁阿密警察局到達碼頭，調查這起謀殺。共產主義游擊隊抵達在佛羅里達州，並從毒販那將毒品換成武器。他們由蘇聯探員米蓋爾·羅斯托夫領導，後者正是偽裝成海岸防衛隊船長並向難民們開火的人。前CIA探員麥特·杭特被要求回來對付之前曾被自己逮住的羅斯托夫，但他堅持拒絕，直到羅斯托夫和一支游擊隊摧毀了杭特隱居於大沼澤地的住所，便使他的朋友約翰死去而讓杭特重新考慮。
當天晚間，數百名游擊隊員在佛羅里達州南部的海灘上著陸，並使用幾輛事先準備好的卡車向內陸移動。游擊隊透過摧毀郊區房屋開始進攻。另一批冒充邁阿密警察的游擊隊襲擊了當地一個充滿古巴移民的社區中心。當一輛擁有真正邁阿密警察的小隊車到此調查槍聲時，倖存者憤怒地開始破壞他們的車，而使兩名警察感到困惑。雖然FBI不知道襲擊背後的指使者，但杭特和CIA都認為就是羅斯托夫。隨著恐怖攻擊在邁阿密四處持續擴散，使得城市內發生了種族騷亂和恐慌。
那天晚上，游擊隊開始在商場中安置炸彈。在此期間，杭特現身與其發生槍戰並一口氣擊敗了對方，同時也認識了女記者黛莉亞·麥奎爾。在宣布戒嚴後，國民警衛隊被召集起來，而武裝平民組織起來保護他們的社區免受進一步的恐怖襲擊。杭特繼續追捕恐怖分子，包括阻止一座教堂和一輛裝滿孩子的校車被炸毀，並在之後成功殺死了企圖發動大屠殺的羅斯托夫同夥尼可。但到了狂歡節之後，杭特發現一群平民和孩子們死於一座遊樂園，並認為游擊隊分散得太廣，無法有效阻止襲擊的浪潮，因此擬定了替代計劃。
收到威脅的的警告後，政府在美國東南部建立了特別的戰區司令部，其總部設在喬治亞州亞特蘭大。在指揮中心，五十名州長和軍事官員在一起開會以制止恐怖攻擊。因杭特對恐怖份子的私刑行徑，使FBI將他拘留並被帶到了指揮中心；他在那以國家電視台轉播的方式向羅斯托夫警告，自己將會殺了他。羅斯托夫下令所有游擊隊朝指揮中心大樓發動大規模進攻，但內部空無一人。原來這是杭特設下的陷阱，好讓國民警衛隊帶著坦克和部隊抵達，將羅斯托夫等人困在大樓中，雙方就此展開交火。當戰鬥在外頭進行時，杭特一一殺死內部的恐怖份子，並最後用M72將羅斯托夫炸得粉身碎骨。當街頭剩下的幾支游擊隊投降後，恐怖危機就此結束。

## 演員
- 查克·羅禮士飾演麥特·杭特（Matt Hunter）
- 李察·林區飾演米蓋爾·羅斯托夫／麥可·漢姆斯（Mikhail Rostov / Michael Hames）
- 梅麗莎·普羅斐（Melissa Prophet）飾演黛莉亞·麥奎爾（Dahlia McGuire）
- 亞歷山大·扎萊（Alexander Zale）飾演尼可（Nikko）
- 艾迪·瓊斯（英语：Eddie Jones (actor)）飾演卡西迪（Cassidy）
- 比利·德拉高（英语：Billy Drago）飾演米基（Mickey）

## 衍生作
1985年10月，Kensington Books推出了《入侵美國》的同名小說。1986年電影《獵頭行動》原本打算當作其續集，直到羅禮士拒絕出演而作罷。這使《獵頭行動》成為了由麥可·杜迪考夫主演的獨立電影，僅主角的名字相同。

## 外部連結
- 互联网电影数据库（IMDb）上《入侵美國》的资料（英文）
- AllMovie上《入侵美國》的资料（英文）
- 豆瓣电影上《入侵美國》的資料 （简体中文）
- 爛番茄上《入侵美國》的資料（英文）